# 2014-es IndyCar Series szezon
A 2014-es Verizon IndyCar Series szezon volt a tizenkilencedik szezonja az IndyCar Series-nek és a százkettedik szezonja az amerikai nyíltkerekes versenyzésnek. A 98. indianapolisi 500-at május 25-én, vasárnap rendezték meg. Az amerikai tv közvetítő az ABC és a NBC Sport Network. Magyarországon a DIGI Sport közvetíti az IndyCar futamait. Az Indy 500-at Ryan Hunter-Reay nyerte meg, míg a bajnokságot Will Power.
Az utolsó futamon még a brazil Hélio Castroneves is esélyes volt a bajnoki címre, azonban mivel Power kilencedik, Castroneves pedig csak tizennegyedik lett, végül az ausztrál pilóta lett a győztes. Sam Hornish, Jr. 2006-os győzelme óta ez volt a Team Penske első győzelme.

## Versenynaptárbeli változtatások

### Szerződésben álló versenyek
- A São Paulo Indy 300 2019-ig áll szerződésben.[1] De biztosan 2014-ben nem lesz verseny Sao Paulo-ban.
- A Toyota Grand Prix of Long Beach 2015-ig áll szerződésben, továbbhosszabbítási lehetőséggel 2020-ig.[2]
- A Baltimore Grand Prix 2015-ig áll szerződésben.[3][4] De a nagydíj nem kerül bele a versenynaptárba.
- A korábban már Champ Car-t vendéglátó Houstoni Reliant Parkban ezúttal az azóta újraegyesűlt IndyCar Series rendez versenyt Shell and Pennzoil Grand Prix of Houston, a versenyt 2017-ig biztosan benne lesz az IndyCar Series versenynaptárban.[5]

## Versenynaptár
| Forduló | Dátum               | Verseny neve                             | Pálya                       | Helyszín                |
| ------- | ------------------- | ---------------------------------------- | --------------------------- | ----------------------- |
| 1       | Március 30.         | Honda Grand Prix of St. Petersburg       | Streets of St. Petersburg   | St. Petersburg, Florida |
| 2       | Április 13.         | 39th Toyota Grand Prix of Long Beach     | Streets of Long Beach       | Long Beach, Kalifornia  |
| 3       | Április 27.         | USA Honda Indy Grand Prix of Alabama     | Barber Motorsports Park     | Birmingham, Alabama     |
| 4       | Május 10.           | USA Grand Prix of Indianapolis           | Indianapolis Motor Speedway | Speedway Indiana        |
| 5       | Május 25.           | 98th Indianapolis 500-Mile Race          | Indianapolis Motor Speedway | Speedway, Indiana       |
| 6-7     | Május 31.-június 1. | Detroit Belle Isle Grand Prix            | Belle Isle Park             | Detroit, Michigan       |
| 8       | Június 7.           | Firestone 600                            | Texas Motor Speedway        | Fort Worth, Texas       |
| 9-10    | Június 28.-29.      | Shell and Pannzoil Grand Prix of Houston | Reliant Park                | Houston, Texas          |
| 11      | Július 6.           | Pocono IndyCar 500 Fueled by Sunoco      | Pocono Raceway              | Long Pond, Pennsylvania |
| 12      | Július 12.          | Iowa Corn Indy 300                       | Iowa Speedway               | Newton, Iowa            |
| 13-14   | Július 19.-20.      | Honda Indy Toronto                       | Exhibition Place            | Toronto, Ontario        |
| 15      | Augusztus 3.        | Honda Indy 200 at Mid-Ohio               | Mid-Ohio Sports Car Course  | Lexington, Ohio         |
| 16      | Augusztus 17.       | ABC Supply Wisconsin 250                 | The Millwaukee Mile         | West Allis, Wisconsin   |
| 17      | Augusztus 24        | GoPro Grand Prix of Sonoma               | Sonoma Raceway              | Sonoma, Kalifornia      |
| 18      | Augusztus 30        | MAVTV 500 IndyCar World Championships    | Auto Club Speedway          | Fontana, Kalifornia     |

## Csapatok és versenyzők
| Csapat                                | Motor     | Rajtszám | Versenyzők          | Versenyek                 | Megjegyzések                                              |
| ------------------------------------- | --------- | -------- | ------------------- | ------------------------- | --------------------------------------------------------- |
| A. J. Foyt Enterprises                | Honda     | 14       | Szató Takuma        | Mind                      |                                                           |
| A. J. Foyt Enterprises                | Honda     | 41       | Martin Plowman (Ú)  | 4–5                       |                                                           |
| Andretti Autosport                    | Honda     | 25       | Marco Andretti      | Mind                      |                                                           |
| Andretti Autosport                    | Honda     | 26       | Franck Montagny (Ú) | 4                         |                                                           |
| Andretti Autosport                    | Honda     | 26       | Kurt Busch (Ú)      | 5                         |                                                           |
| Andretti Autosport                    | Honda     | 27       | James Hinchcliffe   | Mind                      |                                                           |
| Andretti Autosport                    | Honda     | 28       | Ryan Hunter-Reay    | Mind                      |                                                           |
| Andretti Autosport                    | Honda     | 34       | Carlos Muñoz (Ú)    | Mind                      |                                                           |
| Bryan Herta Autosport                 | Honda     | 98       | Jack Hawksworth (Ú) | Mind                      |                                                           |
| Chip Ganassi Racing                   | Chevrolet | 8        | Ryan Briscoe        | Mind                      |                                                           |
| Chip Ganassi Racing                   | Chevrolet | 9        | Scott Dixon         | Mind                      |                                                           |
| Chip Ganassi Racing                   | Chevrolet | 10       | Tony Kanaan         | Mind                      |                                                           |
| Chip Ganassi Racing                   | Chevrolet | 83       | Charlie Kimball     | Mind                      |                                                           |
| Dale Coyne Racing                     | Honda     | 18       | Carlos Huertas (Ú)  | Mind                      |                                                           |
| Dale Coyne Racing                     | Honda     | 19       | Justin Wilson       | Mind                      |                                                           |
| Dale Coyne Racing                     | Honda     | 63       | Pippa Mann          | 5                         |                                                           |
| Dreyer & Reinbold Kingdom Racing      | Chevrolet | 22       | Sage Karam (Ú)      | 5                         | Chip Ganassi Racing                                       |
| Ed Carpenter Racing                   | Chevrolet | 20       | Mike Conway         | 1–4, 6–7, 9–10, 13–15, 17 |                                                           |
| Ed Carpenter Racing                   | Chevrolet | 20       | Ed Carpenter        | 5, 8, 11–12, 16, 18       |                                                           |
| Ed Carpenter Racing                   | Chevrolet | 21       | J. R. Hildebrand    | 5                         |                                                           |
| KV Racing Technology                  | Chevrolet | 6        | Townsend Bell       | 5                         |                                                           |
| KV Racing Technology                  | Chevrolet | 11       | Sébastien Bourdais  | Mind                      |                                                           |
| KV Racing Technology                  | Chevrolet | 17       | Sebastián Saavedra  | Mind                      | AFS Racing                                                |
| KV Racing Technology                  | Chevrolet | 33       | James Davison (Ú)   | 5                         |                                                           |
| Lazier Partners Racing                | Chevrolet | 91       | Buddy Lazier        | 5                         |                                                           |
| Rahal Letterman Lanigan Racing        | Honda     | 15       | Graham Rahal        | Mind                      |                                                           |
| Rahal Letterman Lanigan Racing        | Honda     | 16       | Oriol Servià        | 2–5                       |                                                           |
| Sarah Fisher Hartman Racing           | Honda     | 67       | Josef Newgarden     | Mind                      |                                                           |
| Sarah Fisher Hartman Racing           | Honda     | 68       | Alex Tagliani       | 5                         |                                                           |
| Schmidt Peterson Hamilton Motorsports | Honda     | 5        | Jacques Villeneuve  | 5                         |                                                           |
| Schmidt Peterson Hamilton Motorsports | Honda     | 7        | Mihail Aljosin (Ú)  | 1-17                      | SMP Racing az utolsó futami edzésen balesetet szenvedett. |
| Schmidt Peterson Hamilton Motorsports | Honda     | 77       | Simon Pagenaud      | Mind                      |                                                           |
| Team Penske                           | Chevrolet | 2        | Juan Pablo Montoya  | Mind                      |                                                           |
| Team Penske                           | Chevrolet | 3        | Hélio Castroneves   | Mind                      |                                                           |
| Team Penske                           | Chevrolet | 12       | Will Power          | Mind                      |                                                           |

(Ú) Újonc

## Eredmények
| #  | Verseny           | Pole-pozíció       | Leggyorsabb kör    | Legtöbb élen töltött kör | Győztes            | Győztes                      | Győztes     | Összefoglaló |
| #  | Verseny           | Pole-pozíció       | Leggyorsabb kör    | Legtöbb élen töltött kör | Versenyző          | Csapat                       | Konstruktőr | Összefoglaló |
| -- | ----------------- | ------------------ | ------------------ | ------------------------ | ------------------ | ---------------------------- | ----------- | ------------ |
| 1  | St. Petersburg    | Szató Takuma       | Will Power         | Will Power               | Will Power         | Team Penske                  | Chevrolet   | Összefoglaló |
| 2  | Long Beach        | Ryan Hunter-Reay   | Hélio Castroneves  | Ryan Hunter-Reay         | Mike Conway        | Ed Carpenter Racing          | Chevrolet   | Összefoglaló |
| 3  | Birmingham        | Will Power         | Scott Dixon        | Ryan Hunter-Reay         | Ryan Hunter-Reay   | Andretti Autosport           | Honda       | Összefoglaló |
| 4  | Indianapolis GP   | Sebastián Saavedra | Scott Dixon        | Jack Hawksworth          | Simon Pagenaud     | Schmidt Peterson Motorsports | Honda       | Összefoglaló |
| 5  | Indianapolisi 500 | Ed Carpenter       | Juan Pablo Montoya | Ryan Hunter-Reay         | Ryan Hunter-Reay   | Andretti Autosport           | Honda       | Összefoglaló |
| 6  | Detroit 1         | Hélio Castroneves  | Graham Rahal       | Hélio Castroneves        | Will Power         | Team Penske                  | Chevrolet   | Összefoglaló |
| 7  | Detroit 2         | Szató Takuma       | Scott Dixon        | Hélio Castroneves        | Hélio Castroneves  | Team Penske                  | Chevrolet   | Összefoglaló |
| 8  | Texas             | Will Power         | Tony Kanaan        | Will Power               | Ed Carpenter       | Ed Carpenter Racing          | Chevrolet   | Összefoglaló |
| 9  | Houston 1         | Simon Pagenaud     | Simon Pagenaud     | James Hinchcliffe        | Carlos Huertas     | Dale Coyne Racing            | Honda       | Összefoglaló |
| 10 | Houston 2         | Hélio Castroneves  | Simon Pagenaud     | Hélio Castroneves        | Simon Pagenaud     | Schmidt Peterson Motorsports | Honda       | Összefoglaló |
| 11 | Pocono            | Juan Pablo Montoya | Ryan Briscoe       | Tony Kanaan              | Juan Pablo Montoya | Team Penske                  | Chevrolet   | Összefoglaló |
| 12 | Iowa              | Scott Dixon        | Josef Newgarden    | Tony Kanaan              | Ryan Hunter-Reay   | Andretti Autosport           | Honda       | Összefoglaló |
| 13 | Toronto 1         | Sébastien Bourdais | Simon Pagenaud     | Sébastien Bourdais       | Sébastien Bourdais | KV Racing Technology         | Chevrolet   | Összefoglaló |
| 14 | Toronto 2         | Hélio Castroneves  | Juan Pablo Montoya | Hélio Castroneves        | Mike Conway        | Ed Carpenter Racing          | Chevrolet   | Összefoglaló |
| 15 | Mid-Ohio          | Sébastien Bourdais | Hélio Castroneves  | Scott Dixon              | Scott Dixon        | Chip Ganassi Racing          | Chevrolet   | Összefoglaló |
| 16 | Milwaukee         | Will Power         | Josef Newgarden    | Will Power               | Will Power         | Team Penske                  | Chevrolet   | Összefoglaló |
| 17 | Sonoma            | Will Power         | Hélio Castroneves  | Will Power               | Scott Dixon        | Chip Ganassi Racing          | Chevrolet   | Összefoglaló |
| 18 | Fontana           | Hélio Castroneves  | Will Power         | Juan Pablo Montoya       | Tony Kanaan        | Chip Ganassi Racing          | Chevrolet   | Összefoglaló |

## A versenyek összefoglalói

### 1. verseny: St. Petersburg
A szezonnyitó St. Petersburg-i versenyen a japán Szató Takuma szerezte meg a pole-pozíciót, azonban a harmincadik körben át kellett engednie az első helyet Will Powernek. Az ausztrál versenyző végül győzni is tudott, valamint ő töltötte a legtöbb kört is az élen. Második helyen az amerikai Ryan Hunter-Reay végzett, míg harmadik Power csapattársa, Hélio Castroneves lett. Az első helyről induló Szatót végül hatodikként intették le.

### 2. verseny: Long Beach
Az ötvenhatodik körben egy tömegbalesetet láthattak a nézők, amelyben hat autó is érintett volt, köztük a verseny akkori első három helyezettje. A nem sokkal korábban elkezdődött boxkiállások során egy ideig Josef Newgarden vezetett. Mögötte Hunter-Reay, James Hinchcliffe és Power érkeztek, szorosan egymás után. Newgarden a kiállása után meg tudta tartani a vezetést, azonban a négyes kanyarban Hunter-Reay megpróbálkozott egy kockázatos előzéssel, aminek a következményeként mindketten a falban kötöttek ki. Ezt követően Hinchcliffe is eltalálta a sérült autókat, majd újabb három versenyző jött, akik szintén nem tudták kikerülni a balesetet, ezzel pedig kis híján elzárták az utat a többiek elől.
Később a verseny folyamán Scott Dixon állt az élen, azonban kifogyott autójából az üzemanyag, így két körrel a vége előtt egy plusz boxkiállást kellett beiktatnia. Végül Power előtt Mike Conway szerezte meg a győzelmet, aki ezzel zsinórban második futamát nyerte Long Beachen.

### 3. verseny: Barber
A heves esőzések miatt a futam rajtját el kellett halasztani. A rajtnál Power szerezte meg a vezetést, azonban a tizenötödik körben megpördült, és Hunter-Reay állt az élre. Az amerikai nem is adta már át senkinek a vezetést. Második helyen Marco Andretti zárt, harmadikként pedig Dixon.
A kései rajt miatt körök helyett száz percben mérték a versenytávot. A futam sárga zászló alatt fejeződött be, miután az újonc Mihail Aljosin nagy balesetet szenvedett, és emiatt rengeteg törmelék került a pályára.

### 4. verseny: Indianapolis GP
Májusban első alkalommal rendeztek IndyCar-versenyt az Indianapolis Motor Speedway belső pályáján, amely korábban a Formula–1-et is vendégül látta, jelenleg pedig a MotoGP amerikai nagydíjának helyszíne. Az idény során először indult a verseny állórajtból, azonban a pole-pozíciós Sebastián Saavedra autója lefulladt, amit sem Carlos Muñoz, sem Aljosin nem tudott kikerülni. Az óriási baleset miatt hosszú ideig piros zászlóval félbeszakadt a verseny.
Az újraindítás után a francia Simon Pagenaud állt az élre, nyomában Hunter-Reayjel. Később kérdésessé vált, hogy az élen autózó két pilóta számára elegendő lesz-e a korábban kapott üzemanyag-mennyiség, így spórolniuk kellett. A később kiálló, ezáltal spórolás nélkül nagyobb tempóra képes Hélio Castroneves folyamatosan dolgozta le hátrányát, azonban Pagenaud-nak sikerült megőriznie első helyét Hunter-Reay és a brazil versenyző előtt.

### 5. verseny: a 98. Indy 500
A 98. Indy 500-on a pole-pozíciót a pályához rendkívül közel lakó Ed Carpenter szerezte meg. Maga a verseny egészen 149 körig zöld zászló alatt futott, ekkor Charlie Kimball és Dixon szenvedett balesetet. Az újraindítás után Hinchcliffe és Carpenter is kiesett. A futam legvégén kétesélyessé szűkült a verseny, Castroneves és Hunter-Reay harcoltak az első helyért, mögöttük Andrettinek nem volt igazi esélye megszerezni a győzelmet. Sokáig a negyedik (rekord) győzelmére hajtó Castroneves állt az élen, azonban Hunter-Reay az utolsó előtti körben átvette a vezetést, és bár a végén Castoneves közeledett hozzá, végül ő nyert. Kettejük között mindössze hat századmásodperc döntött, ez az Indy 500 történetének második legszorosabb befutója.

### 6. verseny: Detroit (szombat)
A szombati versenyt Detroitban Will Power nyerte, miután sikerült maga mögött tartania Graham Rahalt.

### 7. verseny: Detroit (vasárnap)
Vasárnap Castroneves végzett az élen, így mindkét futamot a Team Penske egy versenyzője nyerte. Második Power lett, annak ellenére, hogy a futam korábbi szakaszában boxutca-áthajtásos büntetést is kapott.

### 8. verseny: Texas
A boxkiállások utolsó szakaszánál Ed Carpenter és Power álltak az élen, azonban Power ezen a futamon is kapott egy áthajtásos büntetést, így visszaesett a hatodik helyre. Ezután Power taktikát váltott, és kiállt a boxba még egyszer, friss gumikért. Az első két helyen ekkor Carpenter és Juan Pablo Montoya haladtak, mindketten kopott gumikon. Power a friss abroncsokkal folyamatosan zárkózott fel, és folyamatosan előzte versenytársait, azonban az élen állók közül csak Montoyát sikerült maga mögé utasítania, így Carpenter nyert.

### 9. verseny: Houston (szombat)
Az újabb dupla futam első versenyén az eső miatt a versenytáv 90 kör helyett egy óra és ötven perc lett. A dobogót kisajátították maguknak a kolumbiai versenyzők, Carlos Huertas, Montoya, Carlos Muñoz sorrendben. Muñoz azután került a harmadik helyre, miután Graham Rahal kilökte Tony Kanaant. Bár Rahal harmadikként zárt, harminc másodperces büntetést kapott, így le kellett mondania dobogós pozíciójáról.
Huertas győzelme az első újonc által aratott siker volt a 2008-as Honda Grand Prix of St. Petersburg óta, ahol Rahal diadalmaskodott, ezzel mai napig ő a sorozat történetének legfiatalabb futamgyőztese.

### 10. verseny: Houston (vasárnap)
Miután ő vezetett a verseny utolsó negyvenhárom körében, a vasárnapi futamot, a szezonban másodszor, Simon Pagenaud nyerte. Mögötte csapattársa, az újonc orosz Mihail Aljosin zárt, ezzel a Schmidt Peterson Motorsport első kettős győzelmét szerezték.

### 11. verseny: Pocono
A „trükkös háromszög”-ön a versenyt Juan Pablo Montoya nyerte, aki 2000 után végzett ismét az élen. A kolumbiai hét év Formula–1 és hat év NASCAR után erre a szezonra tért vissza az IndyCarba.
A verseny során összesen negyvenöt kört vezetett, utoljára három körrel a leintés előtt állt az élre. Ezekben a körökben a legtöbben kiálltak egy utolsó tankolásra, azonban Tony Kanaan és Josef Newgarden kint maradtak, egy sárga zászlóban bízva. Ez végül nem jött be, így három körrel a vége előtt mindketten kiálltak a boxba.
Montoya mögött második Penskés csapattársa, Castroneves lett, aki pontegyenlőséggel állt Powerrel. Az ausztrált egyébként két alkalommal is megbüntették, és csak tizedik lett.

### 12. verseny: Iowa
Bár Tony Kanaan 247 körön át vezetett, a kockás zászlót végül mégsem ő, hanem Ryan Hunter-Reay látta meg először, aki két körrel a vége előtt állt az élre.

### 13. verseny: Toronto (szombat)
Az első torontói versenyt, ami eredetileg szombat délután lett volna, el kellett halasztani, és végül vasárnap reggel került rá sor. Sébastien Bourdais nyert.

### 14. verseny: Toronto (vasárnap)
A délutáni futamot Mike Conway nyerte, Tony Kanaan pedig az első futam harmadik helye után ezúttal másodikként zárt.

### 15. verseny: Mid-Ohio
Az utolsó helyről startoló Scott Dixon Mid-Ohióban ötödik győzelmét aratta az elmúlt nyolc évben, az elsőt a Ganassi Racing számára a 2014-es szezonban.
A futam előtt még összetettben vezető Castroneves számára nem sikerült jól a futam, csak tizenkilencedik lett, így Power négypontos előnyre tett szert.

### 16. verseny: Milwaukee
Will Power első győzelmét aratta a Milwaukee Mile-on. A 250-ből 229 körben is az élen lévő ausztrál dominált a versenyen, és az utolsó körökben jelentkező nagy forgalom sem hátráltatta, és egy kétmásodperces előnyt meg tudott tartani Montoya előtt. A harmadik Kanaan lett.
Power egyébként tovább növelte előnyét összetettben, miután Castroneves csak tizenegyedikként zárt.

### 17. verseny: Sonoma
A verseny reggelén egy földrengés volt a régióban, ez azonban nem befolyásolta a nap lebonyolítási rendjét. Az összetett győzelemért harcoló két versenyző közül Power eleinte vezetett, majd megpördült, és csak tizedik lett, Castroneves pedig egy balesetbe keveredett, és sokáig a boxban tartózkodott, amíg sikerült megjavítani az autóját. Bár visszatért a pályára, még Powernél is hátrébb végzett, egészen pontosan a tizennyolcadik helyen.
A negyvenedik körben, egy újraindítás után Conway megelőzte Kanaant, majd vezetett tizenkilenc körön át. A futam vége felé az élen autózók többségénél nem lehetett tudni, hogy elég lesz-e az üzemanyaguk a leintésig. Conwaytől egy időre Rahal vette át a vezetést, azonban nem tudott eljutni újabb tankolás nélkül a végéig, így visszacsúszott a mezőnyben. Végül az élre ismét visszakerülő Conway sem tudott nyerni, ugyanis az ő autójából is kifogyott a benzin, és végül csak tizennegyedik lett. A versenyt, Mid-Ohio után másodszor, ismét Scott Dixon nyerte. Will Power előnye az összetettben ötvenegy pontra nőtt, így az utolsó futamon már egy hatodik hely is elég volt neki a végső győzelemhez.

### 18. verseny: Fontana
A szezon a MAVTV 500 versennyel fejeződött be az Auto Club Speedwayen. Az Indy 500-hoz és a poconói versenyhez hasonlóan ezen a versenyen is dupla pontot kaphatott mindenki, és az összetett győzelemért elméletben még hárman harcoltak: Will Power, Hélio Castroneves és Simon Pagenaud. A verseny nagy részében Montoya vezetett, Power és Castroneves pedig a top 10-ben helyezkedett el. A versenyt mindössze egyetlen sárgazászlós periódus lassította, amikor Hunter-Reay kipörgése miatt kellett a figyelmeztetés.
A versenyt végül Kanaan nyerte, így a 2013-as indianapolisi 500 után tudott ismét futamot nyerni. Castroneves egy büntetésnek is köszönhetően csak a tizennegyedik helyen végzett, míg Power kényelmes futamot zárva kilencedik lett, így övé lett a bajnoki cím. Hélio Castroneves ezzel sorozatban második olyan szezonját zárta, ahol az utolsó versenyen bukta el a bajnoki címet.

## A bajnokság végeredménye

### Pontozási rendszer
A pontozás a következők szerint alakult:
| Pozíció                | 1   | 2  | 3  | 4  | 5  | 6  | 7  | 8  | 9  | 10 | 11 | 12 | 13 | 14 | 15 | 16 | 17 | 18 | 19 | 20 | 21 | 22 | 23 | 24 | 25 | 26 | 27 | 28 | 29 | 30 | 31 | 32 | 33 |
| ---------------------- | --- | -- | -- | -- | -- | -- | -- | -- | -- | -- | -- | -- | -- | -- | -- | -- | -- | -- | -- | -- | -- | -- | -- | -- | -- | -- | -- | -- | -- | -- | -- | -- | -- |
| Sztenderd versenyek    | 50  | 40 | 35 | 32 | 30 | 28 | 26 | 24 | 22 | 20 | 19 | 18 | 17 | 16 | 15 | 14 | 13 | 12 | 11 | 10 | 9  | 8  | 7  | 6  | 5  | 5  | 5  | 5  | 5  | 5  | 5  | 5  | 5  |
| Triple Crown-versenyek | 100 | 80 | 70 | 64 | 60 | 56 | 52 | 48 | 44 | 40 | 38 | 36 | 34 | 32 | 30 | 28 | 26 | 24 | 22 | 20 | 18 | 16 | 14 | 12 | 10 | 10 | 10 | 10 | 10 | 10 | 10 | 10 | 10 |
| Indy 500-kvalifikáció  | 33  | 32 | 31 | 30 | 29 | 28 | 27 | 26 | 25 | 24 | 23 | 22 | 21 | 20 | 19 | 18 | 17 | 16 | 15 | 14 | 13 | 12 | 11 | 10 | 9  | 8  | 7  | 6  | 5  | 4  | 3  | 2  | 1  |
| Indy 500 Fast Nine     | 9   | 8  | 7  | 6  | 5  | 4  | 3  | 2  | 1  |    |    |    |    |    |    |    |    |    |    |    |    |    |    |    |    |    |    |    |    |    |    |    |    |

- Egy pontot kap minden versenyző, aki legalább egy kört vezetett egy versenyen. Két ponttal gazdagodik, aki a legtöbb kört tölti az élen.
- Az Indy 500 kivételével minden pole-pozícióból induló versenyző egy pontot kap.
- Pontegyenlőség esetén a több győzelem dönt. Ha ez egyenlő két versenyzőnél, a több második, harmadik, negyedik stb. helyet veszik számításba.

### Versenyzők
| 1  | Will Power         | 1*  | 2   | 5   | 8    | 3  | 8   | 1   | 2   | 2*  | 14  | 11  | 10  | 14  | 9   | 3    | 6   | 1*  | 10* | 9   | 671  |
| 2  | Hélio Castroneves  | 3   | 11  | 19  | 3    | 4  | 2   | 5*  | 1*  | 8   | 9   | 21* | 2   | 8   | 2   | 12*1 | 19  | 11  | 18  | 14  | 609  |
| 3  | Scott Dixon        | 4   | 12  | 3   | 15   | 11 | 29  | 11  | 4   | 5   | 19  | 18  | 5   | 4   | 5   | 7    | 1*  | 4   | 1   | 2   | 604  |
| 4  | Juan Pablo Montoya | 15  | 4   | 21  | 16   | 10 | 5   | 12  | 13  | 3   | 2   | 7   | 1   | 16  | 18  | 19   | 11  | 2   | 5   | 4*  | 586  |
| 5  | Simon Pagenaud     | 5   | 5   | 4   | 1    | 5  | 12  | 22  | 6   | 4   | 16  | 1   | 6   | 11  | 4   | 22   | 9   | 7   | 3   | 20  | 565  |
| 6  | Ryan Hunter-Reay   | 2   | 20* | 1*  | 2    | 19 | 1*  | 16  | 19  | 19  | 7   | 6   | 18  | 1   | 21  | 14   | 10  | 21  | 2   | 16  | 563  |
| 7  | Tony Kanaan        | 6   | 18  | 9   | 10   | 16 | 26  | 3   | 9   | 6   | 13  | 10  | 11* | 3*  | 3   | 2    | 21  | 3   | 13  | 1   | 544  |
| 8  | Carlos Muñoz       | 17  | 3   | 23  | 24   | 7  | 4   | 7   | 8   | 13  | 3   | 22  | 3   | 12  | 17  | 17   | 4   | 22  | 19  | 8   | 483  |
| 9  | Marco Andretti     | 22  | 8   | 2   | 14   | 6  | 3   | 10  | 16  | 22  | 8   | 9   | 9   | 18  | 16  | 8    | 22  | 13  | 8   | 11  | 463  |
| 10 | Sébastien Bourdais | 13  | 14  | 15  | 4    | 17 | 7   | 13  | 20  | 20  | 4   | 5   | 16  | 19  | 1*  | 9    | 2   | 12  | 11  | 18  | 461  |
| 11 | Ryan Briscoe       | 10  | 17  | 11  | 6    | 30 | 18  | 15  | 10  | 9   | 12  | 8   | 4   | 9   | 12  | 11   | 8   | 6   | 17  | 7   | 461  |
| 12 | James Hinchcliffe  | 19  | 21  | 7   | 20   | 2  | 28  | 6   | 5   | 14  | 5*  | 14  | 12  | 6   | 8   | 18   | 3   | 19  | 12  | 5   | 456  |
| 13 | Josef Newgarden    | 9   | 19  | 8   | 17   | 8  | 30  | 20  | 17  | 11  | 20  | 20  | 8   | 2   | 20  | 13   | 12  | 5   | 6   | 10  | 406  |
| 14 | Charlie Kimball    | 20  | 23  | 10  | 5    | 26 | 31  | 9   | 3   | 10  | 18  | 4   | 17  | 10  | 7   | 4    | 7   | 16  | 21  | 12  | 402  |
| 15 | Justin Wilson      | 8   | 16  | 6   | 11   | 14 | 22  | 4   | 12  | 21  | 10  | 12  | 14  | 13  | 10  | 10   | 15  | 17  | 9   | 13  | 395  |
| 16 | Mihail Aljosin     | 12  | 6   | 22  | 25   | 15 | 21  | 17  | 7   | 7   | 23  | 2   | 7   | 21  | 11  | 23   | 14  | 8   | 7   | DNS | 372  |
| 17 | Jack Hawksworth    | 21  | 15  | 12  | 7*   | 13 | 20  | 19  | 14  | 15  | 6   | 3   | DNS | 15  | 13  | 6    | 16  | 10  | 15  | 15  | 366  |
| 18 | Szató Takuma       | 7   | 22  | 13  | 9    | 23 | 19  | 18  | 18  | 18  | 22  | 19  | 21  | 22  | 23  | 5    | 18  | 15  | 4   | 6   | 350  |
| 19 | Graham Rahal       | 14  | 13  | 17  | 21   | 20 | 33  | 2   | 21  | 12  | 11  | 16  | 19  | 7   | 6   | 20   | 5   | 14  | 20  | 19  | 345  |
| 20 | Carlos Huertas     | 18  | 10  | 16  | 13   | 21 | 17  | 8   | 15  | 16  | 1   | 23  | 20  | 20  | 14  | 15   | 17  | 20  | 22  | 21  | 314  |
| 21 | Sebastián Saavedra | 11  | 9   | 18  | 23   | 32 | 15  | 14  | 22  | 17  | 15  | 17  | 15  | 17  | 19  | 21   | 20  | 18  | 16  | 17  | 291  |
| 22 | Ed Carpenter       |     |     |     |      | 1  | 27  |     |     | 1   |     |     | 13  | 5   |     |      |     | 9   |     | 3   | 262  |
| 23 | Mike Conway        | 16  | 1   | 14  | 19   |    |     | 21  | 11  |     | 17  | 13  |     |     | 15  | 1    | 13  |     | 14  |     | 252  |
| 24 | Oriol Servià       |     | 7   | 20  | 12   | 18 | 11  |     |     |     |     |     |     |     |     |      |     |     |     |     | 88   |
| 25 | Kurt Busch         |     |     |     |      | 12 | 6   |     |     |     |     |     |     |     |     |      |     |     |     |     | 80   |
| 26 | J. R. Hildebrand   |     |     |     |      | 9  | 10  |     |     |     |     |     |     |     |     |      |     |     |     |     | 66   |
| 27 | Sage Karam         |     |     |     |      | 31 | 9   |     |     |     |     |     |     |     |     |      |     |     |     |     | 57   |
| 28 | Luca Filippi       |     |     |     |      |    |     |     |     |     | 21  | 15  |     |     | 22  | 16   |     |     |     |     | 46   |
| 29 | James Davison      |     |     |     |      | 28 | 16  |     |     |     |     |     |     |     |     |      |     |     |     |     | 34   |
| 30 | Jacques Villeneuve |     |     |     |      | 27 | 14  |     |     |     |     |     |     |     |     |      |     |     |     |     | 29   |
| 31 | Alex Tagliani      |     |     |     |      | 24 | 13  |     |     |     |     |     |     |     |     |      |     |     |     |     | 28   |
| 32 | Townsend Bell      |     |     |     |      | 25 | 25  |     |     |     |     |     |     |     |     |      |     |     |     |     | 22   |
| 33 | Pippa Mann         |     |     |     |      | 22 | 24  |     |     |     |     |     |     |     |     |      |     |     |     |     | 21   |
| 34 | Martin Plowman     |     |     |     | 18   | 29 | 23  |     |     |     |     |     |     |     |     |      |     |     |     |     | 18   |
| 35 | Buddy Lazier       |     |     |     |      | 33 | 32  |     |     |     |     |     |     |     |     |      |     |     |     |     | 11   |
| 36 | Franck Montagny    |     |     |     | 22   |    |     |     |     |     |     |     |     |     |     |      |     |     |     |     | 8    |
| #  | Versenyző          | STP | LBH | ALA | IMS  | IM | 500 | DET | DET | TEX | HOU | HOU | POC | IOW | TOR | TOR  | MDO | MIL | SNM | FON | Pont |
| #  | Versenyző          | STP | LBH | ALA | INDY |    |     | DET | DET | TEX | HOU | HOU | POC | IOW | TOR | TOR  | MDO | MIL | SNM | FON | Pont |

| Szín       | Eredmény              |
| ---------- | --------------------- |
| Arany      | Győztes               |
| Ezüst      | 2. helyezett          |
| Bronz      | 3. helyezett.         |
| Zöld       | 4-5. helyezett        |
| Világoskék | 6-10. helyezett       |
| Sötétkék   | Top 10-en kívül       |
| Lila       | Nem ért célba         |
| Piros      | Nem kvalifikált (DNQ) |
| Barna      | Visszalépett (Wth)    |
| Fekete     | Kizárva (DSQ)         |
| Fehér      | Nem indult (DNS)      |
| Fehér      | Verseny törölve (C)   |
| Üres       | Nem vett részt        |

| In-line notation |                                                                   |
| Félkövér         | Pole-pozíció (1 point, az Indy 500-at kivéve)                     |
| Dőlt             | Leggyorsabb kör                                                   |
| *                | Legtöbb élen töltött kör (2 pont)                                 |
| DNS              | Mindenki, aki kvalifikál, de nem indul el (DNS), félpontokat kap. |
| 1                | Elmaradt kvalifikáció nem járt bónuszpont                         |
| Az év újonca     |                                                                   |
| Újonc            |                                                                   |

### Gyártók
| 1 | Chevrolet | 122* | 125 | 69   | 100  | 115 | 146  | 122* | 162* | 161* | 72   | 66* | 311* | 103* | 160* | 162* | 95* | 164* | 88* | 323* | 140    | 70       | 2736 |
| 2 | Honda     | 72   | 70* | 127* | 97*  | 75  | 241* | 75   | 36   | 32   | 123* | 127 | 71   | 91   | 33   | 32   | 103 | 30   | 110 | 63   | 80     | 140      | 1548 |
| # | Gyártó    | STP  | LBH | ALA  | IMS  | IM  | 500  | DET  | DET  | TEX  | HOU  | HOU | POC  | IOW  | TOR  | TOR  | MDO | MIL  | SNM | FON  | Bónusz | Büntetés | Pont |
| # | Gyártó    | STP  | LBH | ALA  | INDY |     |      | DET  | DET  | TEX  | HOU  | HOU | POC  | IOW  | TOR  | TOR  | MDO | MIL  | SNM | FON  | Bónusz | Büntetés | Pont |